# Cotinusa bisetosa
Cotinusa bisetosa là một loài nhện trong họ Salticidae.
Loài này thuộc chi Cotinusa. Cotinusa bisetosa được Eugène Simon miêu tả năm 1900.